# Coevorden
Coevorden város és egyben alapfokú közigazgatási egység, azaz község Hollandiában, Drenthe tartományban. Lakosainak száma 35 317 fő (2021. január 1.).

## Földrajza
Coevorden Hardenberg, Emmen és Borger-Odoorn községekkel határos.

## A város híres szülöttei
- Don Diablo - zenész, lemezlovas
- René Hake – holland labdarúgó és edző

## Testvértelepülések
- Nordhorn
- Breszt
- Emlichheim
- Kutno
- Ninghe District
- Vancouver
- Czarnków